# Neckartenzlingen
Neckartenzlingen – miejscowość i gmina w Niemczech, w kraju związkowym Badenia-Wirtembergia, w rejencji Stuttgart, w regionie Stuttgart, w powiecie Esslingen, siedziba związku gmin Neckartenzlingen. Leży nad ujściem Erms do Neckaru, ok. 18 km na południowy zachód od Esslingen am Neckar, przy drogach krajowych B297 i B312.